# Famille Gourlez de La Motte
La famille Gourlez de La Motte est une famille française subsistante, originaire de Paris, dont l'auteur a été titré baron le 26 octobre 1808, sous le Premier Empire français.

## Histoire
Cette famille descend de Jacques Gourlez de la Motte (1722-1791), docteur régent de la faculté de médecine de Paris, et de Catherine Antoinette Lefebvre de Givry.

## Personnalités
- Auguste-Étienne-Marc Gourlez de La Motte (5 avril 1770 à Paris - 8 mars 1836 à Paris), général de division, baron de l'Empire en 1808, chevalier de Saint-Louis, commandeur de la Légion d'honneur[1],[2]
- Dominique Gourlez de La Motte (1925-2018), général de corps d'armée, dont :
  - Olivier Gourlez de La Motte (1958), général de corps d'armée
  - Stanislas Gourlez de La Motte (1964), vice-amiral d'escadre, major général de la Marine (2018-2022), amiral et inspecteur général de la Marine (2022)

## Héraldique
Ecartelé au un d'argent plein, au deux des Barons Militaires, c'est-à-dire de gueules à l‘épée haute d‘argent en pal : au trois de gueules au rocher d‘argent, surmonté d’une tour crénelée d’or, maçonnée de sables, au 4 d’azur au chevron d’or accompagné en chef de deux glands d’argent enchassés d’or et tigés du mesme et en pointe d’une étoile d’argent.

## Alliances
Les principales alliances de la famille Gourlez de La Motte sont : Roux de Laborie, Lefèbvre de Givry, de Mesny (1842), de Montaigu (1870), Chilhaud-Dumaine, Dupont de Ligonnès (1956), de Cointet de Fillain, de Geloes d'Elsloo, etc.